# Nowa szkoła króla
Nowa szkoła króla (ang. The Emperor’s New School, 2006-2008) – amerykański serial animowany będący kontynuacją Nowych szat króla i Nowych szat króla 2. W Polsce premiera serialu odbyła się 3 grudnia 2006 roku na antenie Disney Channel. Od 1 września 2014 roku serial jest emitowany na kanale Disney XD

## Fabuła
Serial opowiada o przyszłym cesarzu o imieniu Kuzco, który musi przejść trudny egzamin w życiu aby znów siąść na tron. W zdobyciu tego celu pomagają mu przyjaciele. Świat jednak nie jest tak doskonały. Na swojej drodze nie raz spotka przeciwności losu, którym będzie musiał stawić czoła.
- Czas: nieokreślony
- Miejsce: najprawdopodobniej Imperium Inków, dzisiejsze Peru

## Bohaterowie główni
- Kuzco – cesarz państwa (Imperium Inków), zakochany w Malinie. Na czas ukończenia cesarskiej Akademii Kuzcańskiej jest odcięty od skarbca, nad czym ubolewa. Jest naiwny i próżny. Nie lubi „wiejskiego” życia, bo jako dziecko przywykł do cesarskiego trybu życia i hordy sługów, którzy byli na każde jego zawołanie. Nie ma dobrych wyników w nauce, ledwo zalicza kolejne zadania. Kuzco mieszka z rodziną Pachy.
- Malina – inteligentna i zdolna uczennica akademii. Cheerleaderka i redaktor naczelny szkolnej gazetki. Jest realistką. Nie odwzajemnia zalotów cesarza. Często pomaga mu zdać zadania, uczy go i daje wiele cennych rad. Bardzo dobrze go zna i próbuje zmienić jego charakter. Mieszka w tej samej wsi co Kuzco, Pacha i jego rodzina. Kuzco nazywa ją „Super ekstra sztuką”. Mimo iż skutecznie odrzuca jego zbyt nachalne zaloty, zdaje się żywić do niego nieco głębszą sympatię. Malina zazwyczaj jest uśmiechnięta i pogodna. Zdobyła Złotą Kredę i Brylantową Ekierkę – nagrody Akademii Kuzcańskiej.
- Yzma – była doradczyni Kuzco, która straciła posadę z powodu nadużywania władzy. W swoim laboratorium tworzy, razem ze swoim pachołkiem Kronkiem, mikstury, które mają uniemożliwić Kuzco ukończenie szkoły. Nigdy nie segreguje swoich mikstur. Yzma często stosuje podstępy, aby zmusić Kuzco do oddania jej władzy. Udaje dyrektorkę szkoły jako Amzy.
- Kronk – niegrzeszący rozumem i uwielbiający pichcić w wolnych chwilach uczeń akademii. Pomocnik Yzmy, od której dostaje tygodniowe wynagrodzenie, a za określoną sumę tzw. „gwiazdek” (przyznawanych przez Yzmę za szczególnie genialne pomysły) otrzymuje takie nagrody jak szatkownica czy wyciskacz do ziemniaków. Fakt swojej współpracy z ex-doradczynią stara się ukrywać najlepiej jak umie – czasem nazywając ją anonimowo „Panią Zmarszczką” – lecz Malina i Kuzco doskonale znają prawdę. Przyjaciel Maliny i Kuzco. Ma brata Kranka. Umie rozmawiać ze zwierzętami. Nie jest Inkiem jak reszta bohaterów serialu. Pochodzi z Kronkenitsy.
- Amzy – dyrektorka szkoły. Tak naprawdę jest Yzmą. Kronk często ją myli (myśli że Amzy naprawdę jest dyrektorką). „Amzy” to Yzma odwrotnie.

## Bohaterowie drugoplanowi
- Pacha – mieszkający na wzgórzu wieśniak, u którego mieszka Kuzco. Usiłuje nauczyć przyszłego cesarza różnych robót i prawd moralnych, a także sprawić by przestał być zadufany w sobie. Jest przyjacielem Kuzco. Pacha zawsze służy radą, jednak nie jest surowy, tę funkcję spełnia jego żona, Chicha. Bardzo lubi pływać czółnem.
- Chicha – żona Pachy. Bardzo inteligentna i ładna kobieta. Jest poważna i surowa, ale bardzo mądra oraz szczera. Prawie zawsze uśmiechnięta kobieta, która traktuje Kuzco jak własne dziecko, ale nie jest wobec niego pobłażliwa.
- Flaco Molequaco – nauczyciel w akademii. Jest znany ze swej pobłażliwości, jednak stara się wymyślać trudne zadania. Jest niskiego wzrostu i lubi sobie pożartować. W odcinku, w którym uczniowie mieli opisać przyjaciela, wyznaje, że nie ma przyjaciela. Kuzco nazywa go panem M.
- Chaca, Tippo i Yupi – dzieci Pachy i Chichy. Yupi jest jeszcze niemowlakiem, a Chaca i Tippo chodzą do kuzcoszkola. Chaca i Tippo bardzo często się kłócą.
- Yatta – kelnerka w restauracji, koleżanka Maliny. Uważa, że klienci są jedną z najważniejszych rzeczy. Czasem zdarzają się jej pomyłki(zamiast dać mleko kokosowe w skorupie pancernika, dała mleko pancernika w kokosie), ale stara się żeby klienci byli zadowoleni. Nie znosi mięsa. Kiedy Kuzco zamówił Kubeł Mięcha, ona odpowiedziała „Tylko nie kubeł. Jest pełen mięcha”.
- Guaca – uczeń z Akademii Kuzkańskiej. Jest niskiego wzrostu i ma krótkie czarne włosy. Guaca to wielbiciel Maliny. Od odcinka, gdy Kuzco jest redaktorem szkolnej gazetki, Guaca jest jego wielkim fanem, lecz objawiło się w drugiej serii. Ciągle chodzi za Kuzco i robi za jego stojak na napój. Motto jego rodziny to ’Kuzco rządzi’. Chce być rzuczacem błota jak jego ojciec.

## Bohaterowie epizodyczni
- Mata – kucharka w szkole. Gotuje obrzydliwe potrawy. Mówi swoją gwarą, której sama nie rozumie.
- Anioł i Diabeł – doradcy Kronka. Podpowiadają mu, co ma robić. Często się kłócą. Diabeł często mówi do Anioła, że nosi kieckę, a on odpowiada, że to szata. W trzech odcinkach pojawiają się na ramionach Kuzco, chociaż są doradcami Kronka. Wyglądają jak Kronk tylko są od niego o wiele mniejsi.
- Purutu – szkolny psycholog mający obsesję na punkcie dzwoneczków. Większą rolę miał w odcinku Sześć minus, w którym pomagał Malinie i w odcinku Niepotrzebny wysiłek, gdzie uczył klasę w zastępstwie prof. Molequaco. W Dyżurnym Kronku zostaje wtrącony do lochu, razem z całą szkołą, „z powodu” swojej pasji. Cieszy się bardzo niską popularnością wśród uczniów.
- Kawo – szkolny mięśniak, zbój. Aż 4 razy nie zdał do następnej klasy. Jeżeli ktoś mu podpadnie, Kawo wyzywa go na pojedynek o zachodzie słońca i, zwykle, pokonuje; „przegrał” tylko z Kuzco, gdy ten zmienił siebie i jego w zwierzęta. Mówi niegramatycznie, np. Kawo śmiech wiele wiele, przez co Kuzco często się z niego naśmiewa.
- Krank – brat Kronka, również bardzo wyćwiczony. Wystąpił w jednym odcinku (Zmagania rodzin). Śpi w jednym, wielkim łóżku razem ze swoją rodziną. Jest bardzo podobny do Kronka, jednak ma trochę prostsze włosy.

- Ursus – sołtys wsi, w której mieszka Kuzco, Pacha, Chicha i inni. Często doradza przyszłemu władcy. Bezustannie przekręca imiona innych bohaterów.
- Mama Yzmy – Azma – wystąpiła tylko w jednym odcinku. Porusza się na wózku. Zamiast mówić – kaszle i prycha, choć zarówno Yzma, jak i Kronk, wydają się ją rozumieć. Jest przekonana, że Yzma jest cesarzową, ponieważ sama Yzma jej to powiedziała, gdyż zawsze uchodziła za kogoś, komu się w życiu nie uda. Ma 119 lat.
- Maxi – uczennica Akademii Kuzkańskiej. Pojawiła się w trzech odcinkach Sześć minus, Dziób tukana i Halloween, ale tylko w tym pierwszym odegrała znaczącą rolę. Bardzo dobrze się uczy, jednak nie ukazuje tego innym uczniom. Z zachowaniem jest trochę inaczej. Czasami razem z koleżankami źle się zachowuje. Ma swój własny styl, który różni się od wszystkich innych. Jest bardzo popularna w szkole i każdy chciałby przynajmniej się z nią przywitać, np. Kuzco cieszył się gdy do niego mrugnęła.
- Furi – koleżanka Tippo, Kuzcoszkolak. Pomagała razem z Tippo Kuzco zdać testy w Kuzcoszkolu.
- Nadworny planszownik – tworzy wszystkie plansze, które pojawiają się w serialu. Kuzco kazał go zwolnić, za pierwszym razem wycofał rozkaz, za drugim nie wiadomo co się stało.
- Gizo – stworek podobny do krasnoluda, zwany też Shuaką. Jest niski, ma siwą brodę i nosi czerwoną czapkę. Według legend, gdy zobaczy się Shuakę, można żądać od niego jego złota. Gizo nabiera wszystkie takie osoby. Nabrał w ten sposób Malinę, Kuzco i Kronka. Występował w odcinku Fałszywy Shuaka.
- Kuri – jedna z koleżanek Maliny. Zawsze ubrana na żółto, ma czarne włosy spięte w kok. W odcinku Prace społeczne przypadkowo w umytym wózku zostawiła 95 kuzkoron, które zarobiła z koleżankami na cele dobroczynne.
- Pan Madamempa – jako nauczyciel prawdziwy tyran. Jest szwagrem pana Molequaco, który od czasu do czasu wzywa go, by zdyscyplinować klasę.
- Krokodyl – zwierzak Yzmy; traktuje go za swojego drugiego pomocnika.
- Dilator – więzień. Skazany za niewinność pragnie zemścić się na Kuzco. Ten musi mu ’oddać’ siedem lat życia, które przesiedział zamknięty.
- Nadworny nadkronikarz – wyróżnia się tym, że nosi śmieszną, czerwoną czapkę. Zna chyba wszystkie prawa w cesarstwie i zawsze gdy Kuzco musi dokonać trudnego wyboru, on pojawia się i podpowiada mu, co ma wybrać. Jednak Kuzco rzadko się go słucha.
- Waldi – wiewiórka, bardzo często występująca w serialu, jako przyjaciel bohaterów. Kuzco zawsze go przezywa.
- Doil – manat, przyjaciel Kuzco. Występował w Kuzco-club i Maskotka drużyny. Jest dobry w karty.
- Dirk Brock – gwiazda rocka, występował w odcinku Musical.

## Zadania Kuzco
- Zadanie: „Utrzymać kotka”
  - Opis: pan Molequaco dał każdemu uczniowi kotka, by nauczyli się odpowiedzialności.
  - Przebieg: Yzma zamieniła kota w jaguara. Kuzco powiedział, że może nigdy nie oglądać kotów, więc jego kot uciekł. Potem Kuzco go znalazł.

- Zadanie: „Prace społeczne”
  - Opis: Kuzco musiał wykonując pracę (czyszczenie wózków) zarobić 100 Kuzcoron.
  - Przebieg: Kuzco znalazł 95 Kuzcoron, potem Kronk zamienił go w słonia, jednak Kuzco umył wózek Pachy.

- Zadanie: „Wycieczka”
  - Opis: Przeżyć jedną noc w Micchu Pachu (czyt. Miczupaczu).
  - Przebieg: Kawo wysłał Kuzco do jaskini, gdzie Kronk udawał posąg. Następnie zaczął ich gonić Mrówkojad – Kościotrup.

- Zadanie: „Wyścig”
  - Opis: Kuzco musiał zwyciężyć wyścig z Kronkiem.
  - Przebieg: Kronk zamienił Kuzco w zająca (zamiast w żółwia) i Kuzco ukończył wyścig pierwszy.

- Zadanie: „Klub”
  - Opis: Każdy musiał zdobyć co najmniej jedną odznakę harcerską, aby zdać.
  - Przebieg: Siostrzeńcy Yzmy nie pozwolili mu dostać żadnej odznaki. Kronk dał mu „Odznakę za nie manie żadnej odznaki”

- Zadanie: „Poprawa z wiewiórskiego”
  - Opis: Kuzco musiał poprawić swe oceny z języka wiewiórskiego.
  - Przebieg: Kuzco co chwila zaglądał do słownika, jednak potem się nauczył.

- Zadanie: „Odrobienie zadania domowego z węzełków”
  - Opis: Kuzco aby nie wylecieć ze szkoły musi na zadanie samodzielnie zrobić 5 rodzajów węzełków, lecz przeszkadza mu w tym Kronk, zmieniony przez Yzmę w lamę (zjada mu zadanie).
  - Przebieg: Kuzco w końcu związał Kronkowi na nogach węzeł i zdał.

- Zadanie: „Obóz przetrwania”
  - Opis: Kuzco wraz z Maliną i Kronkiem musiał przetrwać w dżungli jeden dzień i jedną noc.
  - Przebieg: Spędzili tę noc w Awaryjnym Bunkrze Głowy Państwa.

- Zadanie: „Mój najlepszy przyjaciel”
  - Opis: Kuzco musiał opisać swojego najlepszego przyjaciela. Gdy przeczytał na lekcji swój opis, pan Molequaco kazał Kuzco przedstawić sobie tego przyjaciela.
  - Przebieg: Kronk sklonował Kuzco i cesarz przedstawił go panu Molequaco. Klon zaczął zamieniać życie Kuzco w koszmar, podbierając mu dowcipy, odprowadzając Malinę do domu itd. W końcu zajmuje jego miejsce. Jednak potem przyjaciele uratowali Kuzco, pokazując mu, czym jest prawdziwa przyjaźń. W swojej nowej pracy Kuzco napisał, że jego najlepszymi przyjaciółmi są Malina, Pacha i Kronk.

- Zadanie: „Stworzyć wynalazek”
  - Opis: Każdy musiał stworzyć wynalazek na konkurs, który odbywał się w Akademii Kuzkańskiej. Kuzco jednak ukradł Yzmie wynalazek zwany Drewnobotem...
  - Przebieg: Kuzco wymyślił Głazobota, który zniszczył Drewnobota, jednak przyznał się, że oszukiwał.

- Zadanie: „Kuzcoszkole”
  - Opis: Kuzco został cofnięty do Kuzcoszkola, ponieważ dowiedziano się, że go nie zdał. W Kuzcoszkolu musiał zdać m.in. sprawdzian z drzemki.
  - Przebieg: Yzma zmieniona w Kuzcoszkolaka próbowała mu w tym przeszkodzić, jednak Kuzco zdał.

- Zadanie: „Złożyć hołd cesarzowi”
  - Opis: Gdy Kronk został cesarzem na jeden dzień, wszyscy musieli mu złożyć hołd, także Kuzco.
  - Przebieg: Kuzco jednak „pokłonił się” Kronkowi.

## Wersja polska
Opracowanie i udźwiękowienie wersji polskiej: na zlecenie Disney Character Voices International – Sun Studio Polska

Reżyseria: Marek Robaczewski

Dialogi: Jan Jakub Wecsile, Maciej Wysocki (odc. 48, 49)

Montaż: Tomasz Robaczewski

Występują:
- Grzegorz Drojewski – Kuzco
- Joanna Pach – Malina
- Jacek Mikołajczak – Kronk
- Cezary Kwieciński –
  - Guaca,
  - Dilator
- Robert Tondera – Flaco Moleguaco
- Paweł Szczesny – Pacha
- Joanna Jeżewska – Chicha
- Cezary Nowak – Purutu
- Barbara Zielińska – Yzma
- Zbigniew Konopka – Kawo
- Leszek Zduń – Ramon
- Monika Pikuła – Maxi
- Julia Kołakowska – Chaca
- Anna Dereszowska – Yatta
- Marek Robaczewski – Ursus
- Joanna Węgrzynowska –
  - Chicha,
  - Pani Nie (odc. 17b),
  - Margo (odc. 30a),
  - Pani Mudkowa (odc. 31a)
- Jacek Kopczyński
- Janusz Wituch
- Artur Kaczmarski
- Adam Krylik – Dirk Brock

Śpiewali:
- Grzegorz Drojewski
- Adam Krylik
- Tomasz Steciuk
- Jacek Mikołajczak
- Barbara Zielińska

## Odcinki
| Seria | Ep # | Premiera sezonu  | Finał sezonu      | Premiera sezonu   | Finał sezonu  |
| ----- | ---- | ---------------- | ----------------- | ----------------- | ------------- |
| 1     | 21   | 27 stycznia 2006 | 11 listopada 2006 | 3 grudnia 2006    | grudzień 2006 |
| 2     | 31   | 23 czerwca 2007  | 20 listopada 2008 | 23 listopada 2007 | sierpień 2009 |

### Sezon 1
| Nr | Tytuł                                                     | Tytuł polski                                   | Premiera             | Kod |
| -- | --------------------------------------------------------- | ---------------------------------------------- | -------------------- | --- |
| 1  | Rabbit Face                                               | Królicza twarz                                 | 27 stycznia 2006     | 101 |
| 2  | Squeakend at Bucky’s / Kuzco Fever                        | Wiewiórski z Waldkiem / Gorączka               | 28 stycznia 2006     | 107 |
| 3  | Empress Malina / The Adventures of Red-Eyed Tree Frog Man | Dziób tukana / Człowiek rzekotka               | 3 lutego 2006        | 102 |
| 4  | Hungry, Hungry Llama / Only the Wrong Survive             | Lama mi zjadła pracę domową / Obóz przetrwania | 10 lutego 2006       | 106 |
| 5  | Cart Wash / Battle of the Bots                            | Prace społeczne / Drewnobot                    | 17 lutego 2006       | 103 |
| 6  | Girls Behaving Oddly                                      | Sześć minus                                    | 24 lutego 2006       | 112 |
| 7  | The Lost Kids / The Big Fight                             | Zgubione dzieci / Wielka walka                 | 3 marca 2006         | 110 |
| 8  | Kuzclone                                                  | Mój najlepszy przyjaciel                       | 31 marca 2006        | 111 |
| 9  | Unfit to Print / Emperor’s New Pet                        | Redaktor naczelny / Kłopot                     | 7 kwietnia 2006      | 108 |
| 10 | Peasant for a Day                                         | Żyć jak wieśniak, czyli Kronk zostaje władcą   | 21 kwietnia 2006     | 104 |
| 11 | Fortune Cookie Day / Gold Fools                           | Ciasteczkowa wróżba / Fałszywy Shuaka          | 5 maja 2006          | 113 |
| 12 | The Mystery of Micchu Pachu                               | Misterium Micchu Pachu                         | 12 maja 2006         | 105 |
| 13 | Oops All Doodles / Chimpmunky Business                    | Viracocha / Klub Chwackiego Chomika            | 24 czerwca 2006      | 120 |
| 14 | Clash of the Families                                     | Zmagania rodzin                                | 1 lipca 2006         | 109 |
| 15 | The New Kid / Officer Kronk                               | Ozker / Dyżurny Kronk                          | 8 lipca 2006         | 114 |
| 16 | Kronk Moves In                                            | Zwolniony Kronk                                | 15 lipca 2006        | 117 |
| 17 | Kuzcogarten / Evil and Eviler                             | Kuzcoszkole / Pani Nie                         | 5 sierpnia 2006      | 118 |
| 18 | The Bride of Kuzco                                        | Narzeczona Kuzco                               | 12 sierpnia 2006     | 115 |
| 19 | U.F.KuzcO / Attack Sub                                    | U.F.O. / Zastępca                              | 19 sierpnia 2006     | 116 |
| 20 | The Yzma that Stole Kuzcoween / Monster Masquerade        | Kuzcoween / Bal przebierańców                  | 14 października 2006 | 119 |
| 21 | Yzmapolis                                                 | Yzmapolis                                      | 11 listopada 2006    | 121 |

### Sezon 2
| Nr | Tytuł                                             | Tytuł polski                                   | Premiera             |
| -- | ------------------------------------------------- | ---------------------------------------------- | -------------------- |
| 22 | The Emperor’s New Tuber / Room for Improvement    | Nowa bulwa króla / Sala ulepszeń               | 23 czerwca 2007      |
| 23 | Cool Summer / The Prisoner of Kuzcoban            | Odlotowe wakacje / Dilator                     | 30 czerwca 2007      |
| 24 | Ramon’s a Crowd / Guakumentary                    | Rodeo skorpionów / Guakaelementarz             | 7 lipca 2007         |
| 25 | Show Me the Monkey / Demon Lama                   | Wspinaczka / Demoniczna lama                   | 21 lipca 2007        |
| 26 | Picture This! / TV or not TV                      | Okropne zdjęcie / Kronk TV                     | 5 sierpnia 2007      |
| 27 | Kuz-cop / How Now Sea Cow                         | Kuzco ochroniarz / Kuzco-klub                  | 2 września 2007      |
| 28 | A Fair to Remember / Working Girl                 | Kuzcowe miasteczko / Pracująca Malina          | 15 października 2007 |
| 29 | Awww, Nuts! / Curse of the Moon Beast             | Orzechy / Dowcip o Księżycowej Bestii          | 22 października 2007 |
| 30 | Emperor’s New School Spirit / Card Wars           | Szkolna maskotka / Gra Przygody Shauka         | 5 listopada 2007     |
| 31 | Mudka’s Secret Recipe / Emperor’s New Home School | Super tajny przepis Mudki / Nowa szkoła w domu | 19 listopada 2007    |
| 32 | The Emperor’s New Musical                         | Musical                                        | 3 grudnia 2007       |
| 33 | A Giftmas Story                                   | Świąteczna opowieść                            | 10 grudnia 2007      |
| 34 | Vincent Van Guaca / No Man is an Island           | Malarz Guaca / Bezludna wyspa                  | 14 stycznia 2008     |
| 35 | Air Kuzco / Kronkenitza                           | Mecze Inkówki w stylu Kuzco / Kronkenicjanie   | 28 stycznia 2008     |
| 36 | Come Fly With Me / Project Poncho                 | Biały bal / Projekt Ponczo                     | 4 lutego 2008        |
| 37 | Citizien Kronk / The Pajama Llama Dillema         | Obywatel Kronk / Piknik z Lamą Pidżamą         | 3 marca 2008         |
| 38 | Yzma Be Gone / Last Ditch Effort                  | Yzma musi odejść / Niepotrzebny wysiłek        | 24 marca 2008        |
| 39 | The Good, The Bad, and The Kronk / Mudka’s #13    | Dobry, zły i Kronk / 13 lokal Mudki            | 7 kwietnia 2008      |
| 40 | Auction Action / The Astonishing Kuzco-Man        | Aukcje / Niesamowity Kuzco-Man                 | 21 kwietnia 2008     |
| 41 | Guaka Rules                                       | Guaka Rządzi                                   | 5 maja 2008          |
| 42 | Malina’s Big Brake / Hotel Kuzco                  | Wielki stres Maliny / Hotel Kuzco              | 22 maja 2008         |
| 43 | Father O Mine / Everybody Loves Kuzco             | Mój Ojciec / Wszyscy Kochają Kuzco             | 12 czerwca 2008      |
| 44 | Puff Piece / Take My Advice                       | Szpinakowy biznes / Nowa porada                | 10 lipca 2008        |
| 45 | Yzbot / The Puma Whisper                          | Izmobot / Szept Pumy                           | 31 lipca 2008        |
| 46 | Kronk the Magnificent / Camp Kuzco                | Kronk Wspaniały / Obóz Kuzco                   | 21 sierpnia 2008     |
| 47 | Groove Remover / Overachiever’s Club              | Wady / Klub osiągnięć                          | 11 września 2008     |
| 48 | Emperor’s New Show / Too Many Malinas             | Nowy show cesarza / Za dużo Malin              | 18 września 2008     |
| 49 | Faking the Grade / Eco Kuzco                      | Sfałszowany stopień / Ekologiczny Kuzco        | 2 października 2008  |
| 50 | Kuzcokazooza / Kuzco’s Little Secret              | Kuzco gwiazdą rocka / Szynszyla                | 23 października 2008 |
| 51 | Cornivale                                         | Kolbalanga                                     | 6 listopada 2008     |
| 52 | Graduation Groove                                 | Ukończenie szkoły                              | 20 listopada 2008    |